# Књажевство Мелитена
Мелитенско књажевство или Књажевство Мелитена (јерм. Մալաթիայի իշխանություն) је јерменско књажевство која се налазило између Антитавра и Еуфрата. 

## Историја
У другој половини 11. вијека сва територија Јерменије, осим Сјуника (Зангезур) и Ташир-Дзорагетског царства, била је подвргнута најезди Турака-Селџука. Након упада започело је ширење Византијског царства у Закавказје, које се завршило припајањем низа независних јерменских држава.  Губитак националне државности након ромејског освајања, као и налет Селџука довели су до масовног пресељења Јермена у Киликију и друге области.
Од тада на Јерменској висоравни и у Закавказју започиње вјековни процес потискивања јерменског и курдског становништва придошлим Турцима. Због ромејских освајања јерменских земаља од Едесе до Самосата и Мелитене, као и провођеном политиком, до почетка 11. вијека на територији Сирије, Међуријечја и малоазијских тема Ромејског царства постојала су значајна јерменска насеља. Крајем вијека, послије битке код Манцикерта, Селџуци су створили своју прву државу - султанат Рум, који је обухватио цијелу Јерменију и унутрашњост Анадолије, одакле је кренула миграција Јермена у азијске приморске области, нарочито у Киликију и Ефратес.
Послије пораза код Манцикерта, у околностима најшире селџучке експанзије, Византија постепено губи своје области, услед чега се образујује низ независних јерменских књажевства. Једно од њих било је Царство Филарета Варажнунија, које се протезало од Међурјечја дуж Еуфрата до граница Јерменије, обухватајући Киликију, Тавр и дио Сирије с Антиохијом.
Током царства Варажнунија, Мелитена је имала сљедеће намјеснике:
- Хареб, јерменин-халкедонит, први у име Филарета Варажнунија.
- Балатијанос, који је заменио Хареба.
- Торос, син Хетума, јерменин-халкедонит, који је касније постао намјесник Едесе.
- Гаврило (Габријел), јерменин-халкедонит, послије Тороса и до 1104. године.

Царство је постојало веома кратко, од 1071. до 1086. године. Међутим, под околностима селџучке најезде у Закавказје оно је постало средиштем јерменских исељеника расијаних по цијелом Блиском истоку. Царевина је била од великог значаја за обједињење Јермена у каснијим државним творевинама насталим на развалинама државе Варажнуни. Послије 1086. године, када је Варажнуни изгубио посљедње градове у којима су се још увијек налазили његови гарнизони, на територији Киликије и Поеуфратја настао је низ независних јерменских кнежевина, укључујући књажевство Мелитену. 
Неки истраживачи вјерују да је Византија до 1097. године задржала одређени утицај у изгубљеним источним областима, посебно у Мелитени и Едеском књажевству, чији су владари у прошлости били сарадници Филарета Варажнунија. До 1092. године Мелитена је признавала сизаренство Великих Селџукида. Нешто касније, отприлике послије 1100. године, Гаврило је од Византинаца добио титулу севаста, што је заправо био привид зависности кнежевине од Византије. Крајем 11. и почетком 12. вијека у региону су се појавили крсташи, након чега је Едеско књажевство, изгубивши своју јерменску власт, прешло у њихове руке, преобразивши се у грофство, чиме је постала прва држава крсташа на Истоку. Узнемирен сталном најездом Турака и желећи да склопи савез са моћним суседом, Гаврило удаје своју ћерку Морфију за Балдуина II и, по свему судећи, признаје себе његовим вазалом. Но, обзиром на то да је подручје између Мелитене и Едеског грофства контролисао емират Данишмендов, зависност је била условна и прекинута одмах након што је гроф отишао у Едесу. Напосљетку је књажевство било присаједињено Едеском грофству. 